# جائزة بوينس آيرس الكبرى 1941
جائزة بوينس آيرس الكبرى 1941 هو سباق فورمولا 1 أقيم بتاريخ 23 نوفمبر 1941 في بوينس آيرس، الأرجنتين.